# Maria Teresa Monclús i Marquès
Maria Teresa Monclús i Marquès (Barcelona, 10 d'octubre de 1934) és una pianista i compositora de sardanes.
Va estudiar al Conservatori Municipal de Música de Barcelona amb Carles Pellicer, E. Zamacois i Joan Pich i Santasusana. Ha actuat com a solista en diferents llocs de Catalunya. S'ha dedicat a la pedagogia musical, especialment del piano.

## Discografia
- Cobla Montgrins. Maria Teresa Monclús Somni entre muntanyes : sardanes.  Barcelona: Audiovisuals de Sarrià, 2008 [Consulta: 1r juliol 2013]. conté les sardanes:
- Sant Pau i el mariner,
- 50è aniversari de l'església de l'Esquirol,
- L'encant de Sant Joan,
- El barri del Ninot,
- El molí de Campdevànol,
- La Roca de la Creu,
- Ripoll et recorda,
- Sant Joan vila estimada,
- Mozartiana,
- El castell de Sant Pere,
- Rellotger i compositor,
- Campanes de festa: serenata.